# Ђерам
Ђерам је направа за вађење воде из бунара, која има две повезане притке или дрвена стуба у равнотежи.
Ова врста бунара је најраспрострањенија у средњој и источној Европи.

## Делови
Ђерам се састоји од:
- Дрвеног, заштитног, правоугаоног оквира, који се поставља одмах око ископане бунарске рупе.
- Балансни стуб, који се састоји из руде и дрвене рачвасте потпоре, служи за лакше извлачење воде,
- Тег, који је везан за руду (контра тег) (обично је то камен или дрвени пањ), са једне стране
- Дрвена кофа, са којом се заграби вода која је везана са друге стране и са којом се вади вода.
- Корито (појилиште), које се састоји из једног или више једнаких делова који су међусобно повезани и преливају се један у други.

## Употреба
Ђерам се најчешће користио по селима и било га је у скоро сваком дворишту. Постојао и велики заједнички ђерам који се користио на ливадама поред села за напајање стада која су била чувана на слободном простору. У старијим временима, на местима где је било више стоке, правили су се и по неколико ђерма једно поред другог да би се могла намирити сва стока са водом. Тако да се богатство сточног фонда могло мерити и са бројем бунара у селу.

## Називи
У српском језику реч ђерам је у ствари изведена од грчке речи geranos односно турске речи germek што је значење за птицу чапља.
- Ђерам, Ђерма у Војводини и Србији
- Гемешкут (gémeskút), Чапља, у Мађарској
- Чигашкут (csigáskút), Пуж, у средњој Мађарској
- Стреласти бунар, у Славонији
- Компон бунар (komponás kút), у Ердељу

Ђерам као појам може да се односи на:
- У земљи ископан бунар са две повезане притке или дрвена стуба у балансу као помоћ при извлачењу воде.
- Дрвена или метална направа укопана у земљу помоћу које се системом полуге вади вода из бунара.
- Полуга код велике дизалице.

## Оријентирска и сигнална употреба
Ђерам се раније користио као оријентир у непрегледним равницама Панонске низије и Украјине. Такође је служио у практичне, свакодневне, сврхе. Са покретањем руде ђерма се давао знак када је стадо стигло на појилиште, када се сви окупљају на ручак или када се радни дан у пољима завршава или шта је већ договорено да се у поје диним случајевима јавља на даљину.

## Галерија
- Ђерам у Мађарској, Хортобађ
- Ђерам у Белорусији, (Biały Lasek)
- Ђерам у Немачкој,(Wahlsdorf)
- Ђерам у Украјини, (Саврань)
- Ђерам у Естонији, (Tuhala)
- Ђерам у Украјини код Кијева (Пирого́во)
- Ђерам у Румунији
- Стари ђерам у Немачкој
- Ђерам у Анатолији Турска
- Ђерамско ведро, Молдавија